# Quần đảo Marshall tại Thế vận hội
Quần đảo Marshall đã trải qua 3 kỳ Olympic Mùa hè: lần gần nhất tại Thế vận hội Mùa hè 2016 ở Rio de Janeiro, Brasil. Quốc gia này chưa từng tham gia Thế vận hội Mùa đông. Quần đảo Marshall dự Olympic lần đầu tại Thế vận hội Mùa hè 2008 ở Bắc Kinh, Trung Quốc. Số lượng vận động viên (VĐV) Marshall lớn nhất góp mặt trong một kỳ vận hội Mùa hè là 5, kỳ vận hội ở Bắc Kinh 2008. Chưa VĐV Quần đảo Marshall nào từng giành được huy chương Olympic.

## Tổng quan

### Trước khi dự Thế vận hội
Trong thời kỳ Thế vận hội hiện đại, quốc gia này bị kiểm soát bởi Nhật Bản, Đức, và Hoa Kỳ tại những thời điểm khác nhau cho đến khi giành được chủ quyền. Chính quyền Quần đảo Marshall tự chủ được thành lập năm 1979. Năm 1986, Hiệp ước Liên kết Tự do với Hoa Kỳ có hiệu lực, trao cho Cộng hòa Quần đảo Marshall chủ quyền. Quốc đảo này gồm 29 rạn san hô vòng và 5 đảo. Ủy ban Olympic Quốc gia Quần đảo Marshall được thành lập năm 2001, và được công nhận bởi Ủy ban Olympic Quốc tế (IOC) tại cuộc họp năm 2006. Đây là Ủy ban Olympic quốc gia thành viên thứ 203 của IOC.

### Thế vận hội Mùa hè 2008
Quần đảo Marshall tham dự Olympic lần đầu tiên tại kỳ Thế vận hội Mùa hè 2008 ở Bắc Kinh, Trung Quốc, với 5 VĐV thi đấu 3 môn thể thao. Roman William Cress và Haley Nemra là đại diện của quần đảo ở các nội dung track and field. Jared Heine và Julianne Kirchner tranh tài các nội dung bơi. Anju Jason, thi đấu Taekwondo, là VĐV Marshall duy nhất từng thi đấu taekwondo tại Thế vận hội tính tới năm 2016.

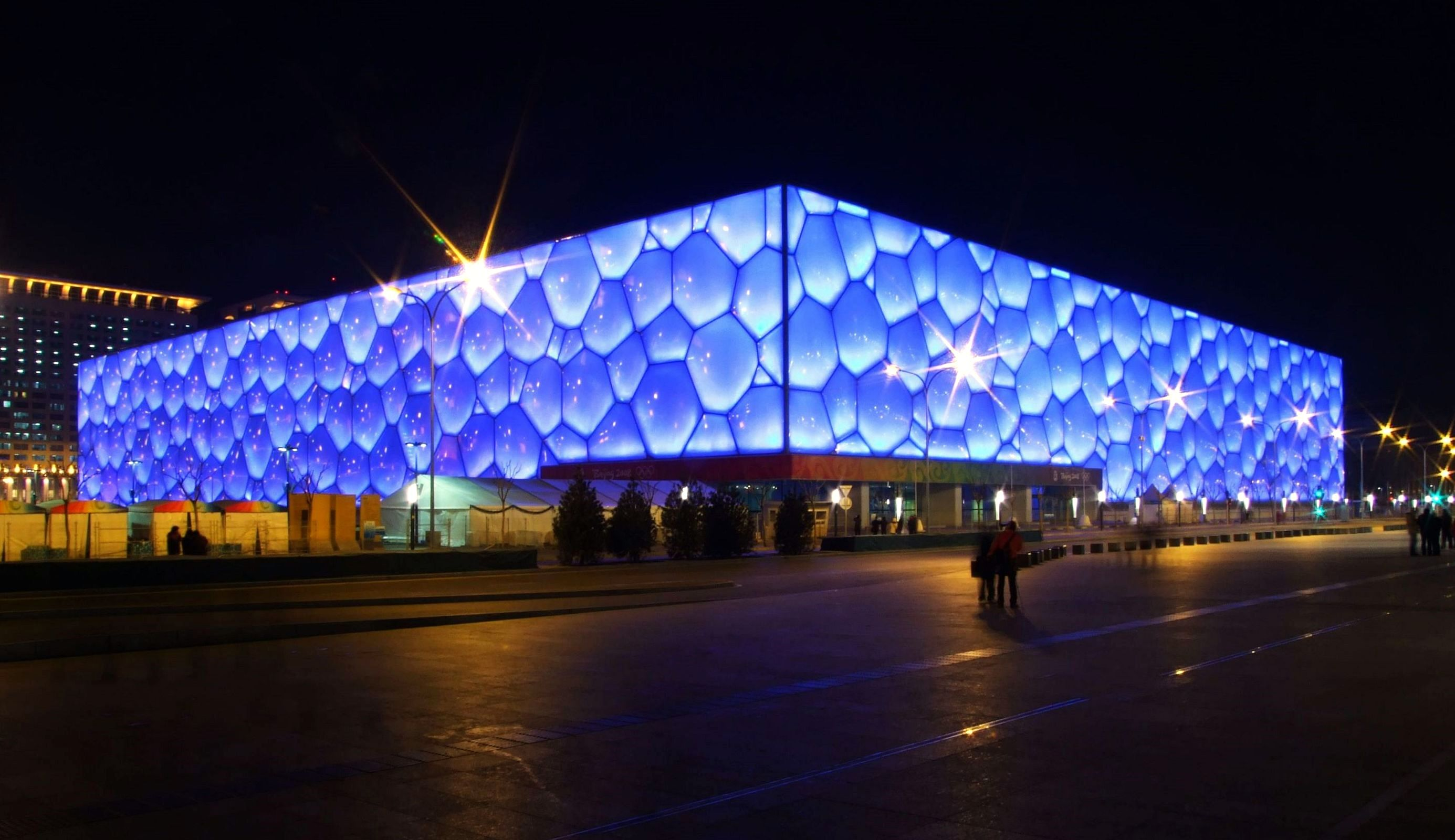
Các nội dung bơi Thế vận hội Mùa hè 2008 diễn ra ở Trung tâm thể thao dưới nước quốc gia Bắc Kinh.

### Thế vận hội Mùa hè 2012
Quần đảo Marshall đã cử 4 VĐV tới Thế vận hội Mùa hè 2012 ở Luân Đôn. Timi Garstang và Haley Nemra đã thi đấu các nội dung track and field và Giordan Harris và Ann-Marie Hepler đại diện tranh tài môn bơi. Trước khi dự Thế vận hội Mùa hè 2012, đoàn Marshall có tham gia một trại huấn luyện ở Úc trong một tháng.

### Thế vận hội Mùa hè 2016
Năm VĐV đến từ Quần đảo Marshall tham dự Thế vận hội Mùa hè 2016 ở Rio de Janeiro, Brasil. Richson Simeon và Mariana Cress đại diện ở các nội dung track and field. Giordan Harris và Colleen Furgeson thi đấu các nội dung bơi. Mathlynn Sasser, từng thi đấu cử tạ tại Thế vận hội, là VĐV Marshall đầu tiên và duy nhất (tính đến kỳ 2016) tham gia môn cử tạ tại Thế vận hội.

## Bảng huy chương

### Thế vận hội Mùa hè
| Thế vận hội         | Số VĐV       | Số VĐV theo môn | Số VĐV theo môn | Số VĐV theo môn | Số VĐV theo môn | Huy chương | Huy chương | Huy chương | Tổng số |
| Thế vận hội         | Số VĐV       | Điền kinh       | Bơi lội         | Taekwondo       | Cử tạ           |            |            |            | Tổng số |
| ------------------- | ------------ | --------------- | --------------- | --------------- | --------------- | ---------- | ---------- | ---------- | ------- |
| Bắc Kinh 2008       | 5            | 2               | 2               | 1               |                 | 0          | 0          | 0          | 0       |
| Luân Đôn 2012       | 4            | 2               | 2               |                 |                 | 0          | 0          | 0          | 0       |
| Rio de Janeiro 2016 | 5            | 2               | 2               |                 | 1               | 0          | 0          | 0          | 0       |
| Tokyo 2020          | chưa diễn ra |                 |                 |                 |                 |            |            |            |         |
| Paris 2024          | chưa diễn ra |                 |                 |                 |                 |            |            |            |         |
| Los Angeles 2028    | chưa diễn ra |                 |                 |                 |                 |            |            |            |         |
| Tổng số             | Tổng số      | Tổng số         | Tổng số         | Tổng số         | Tổng số         | 0          | 0          | 0          | 0       |

## Người cầm cờ
| Thế vận hội         | VĐV             | Môn thi đấu |
| ------------------- | --------------- | ----------- |
| Bắc Kinh 2008       | Waylon Muller   | Judo        |
| Luân Đôn 2012       | Haley Nemra     | Điền kinh   |
| Rio de Janeiro 2016 | Mathlynn Sasser | Cử tạ       |